# Torbiel czekoladowa

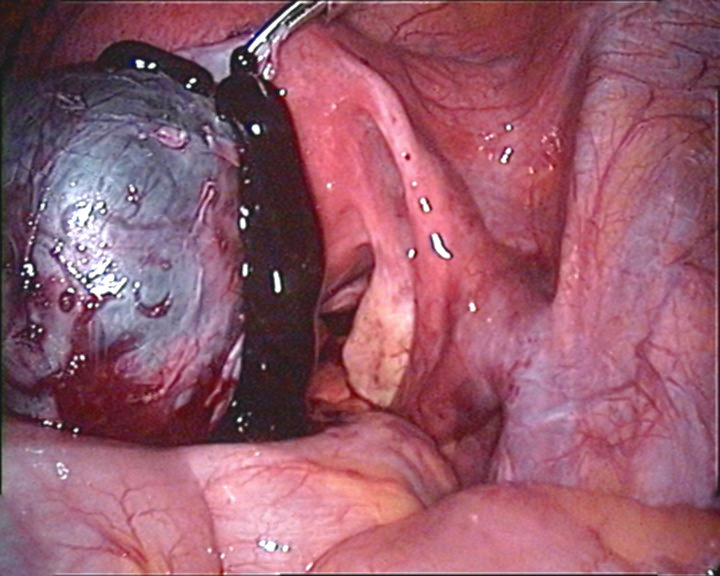
Endoskopowy obraz wyłonionej torbieli czekoladowej

Torbiel czekoladowa, torbiel endometrialna (łac. cystis picea ovarii) − jeden z rodzajów torbieli jajnika pojawiający się w przebiegu endometriozy, czyli obecności błony śluzowej macicy (endometrium) poza jamą macicy.
Nazwa torbieli czekoladowej pochodzi od ciemnobrunatnego koloru treści, którą zawiera. Barwa jest skutkiem występowania w treści skrzepów krwi, które powstają, kiedy w czasie każdej kolejnej menstruacji krew gromadzi się w torbieli. Wraz z kolejnymi cyklami torbiel może powiększyć się do rozmiaru grejpfruta.

## Diagnostyka
Torbiel tego typu może powodować przewlekły ból, który jest często pierwszym objawem jej istnienia. Objawy późniejszych stadiów są typowe dla endometriozy i obejmują bolesne i przedłużające się miesiączki, bolesne stosunki płciowe oraz ból podczas oddawania moczu i kału.
Diagnostyka obejmuje badania endoskopowe, USG, rezonans magnetyczny lub badanie markerów nowotworowych (CA-125). Badania pomagają zróżnicować torbiel od raka jajnika. Rozstrzygające jest badanie histopatologiczne fragmentu zmiany.

## Leczenie i powikłania
Wskazane jest leczenie farmakologiczne lub zabieg operacyjny. Nieleczone torbiele mogą pęknąć i spowodować zapalenie otrzewnej lub krwotok wewnętrzny. Skręt torbieli jajnika (podobnie jak pęknięcie torbieli) jest przyczyną ostrego brzucha. Endometrioza jest jedną z najczęstszych przyczyn niepłodności.